# 魚藤畸節蜱
魚藤畸節蜱（学名：Abacarus ellipticae）为節蜱科畸節蜱屬下的一个种。